# Constantin Cândea

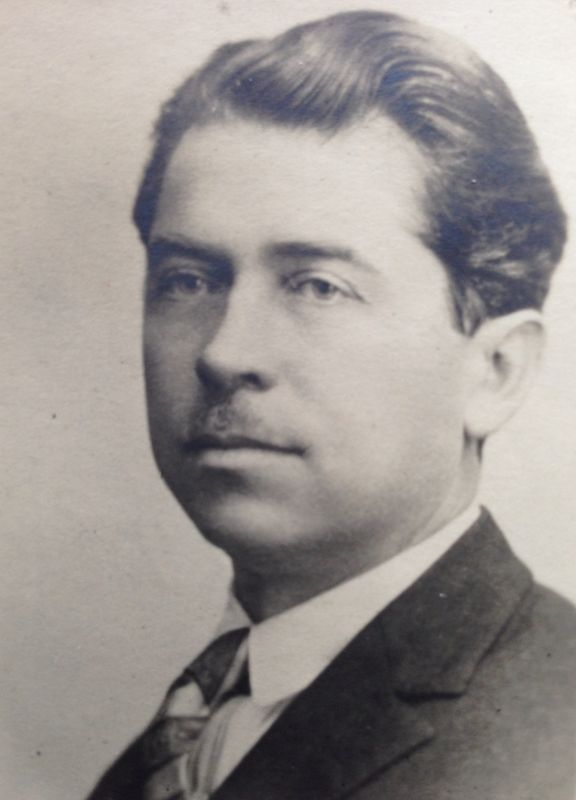
Constantin Cândea (1940)

Constantin Cândea (* 15. Dezember 1887 in Mărgineni, Kreis Bacău; † 4. März 1971 in Bukarest) war ein rumänischer Chemiker, der als Professor an der Polytechnischen Hochschule Timișoara lehrte.

## Leben

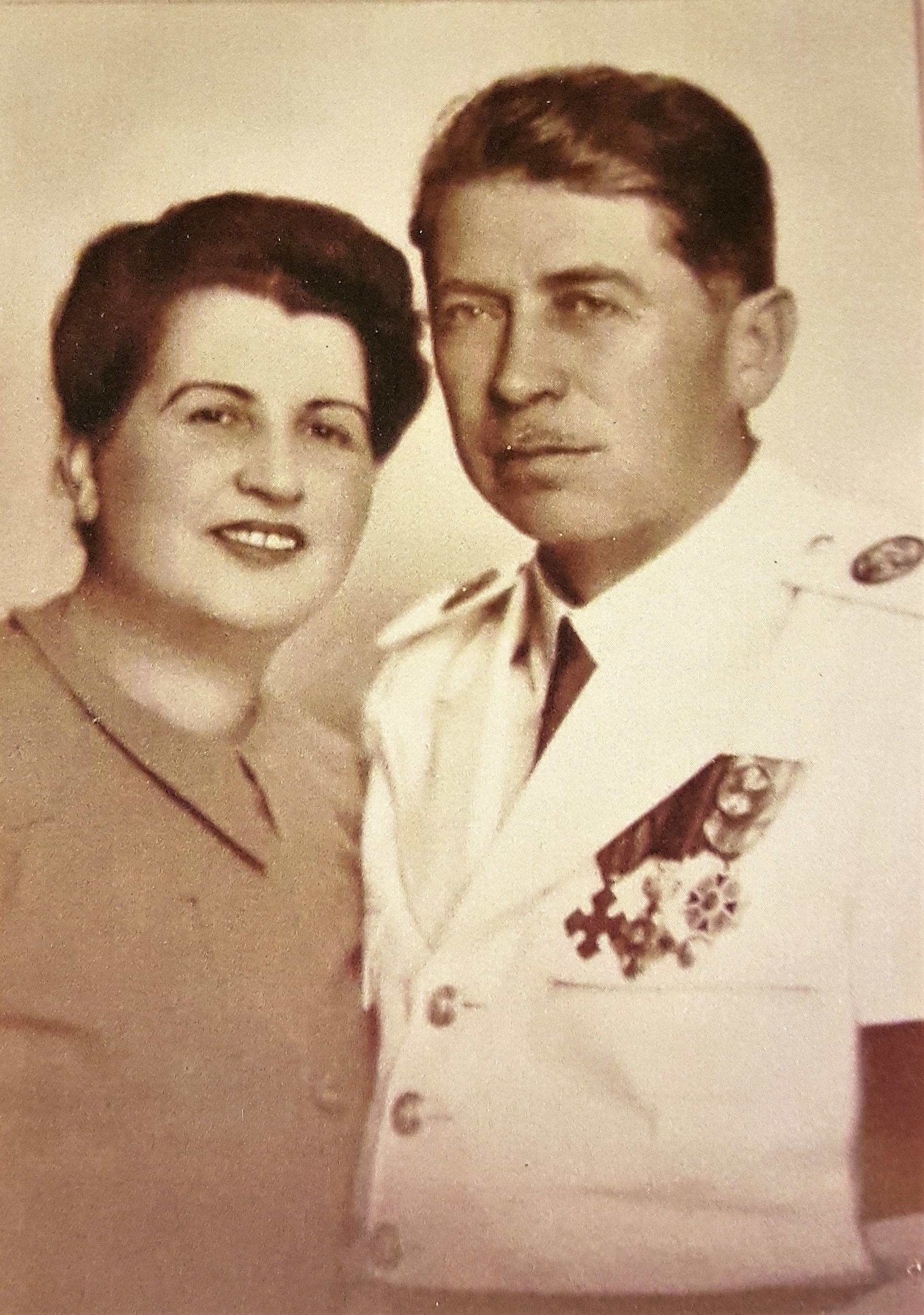
Constantin Cândea und Maria (Antoniade) Cândea

Constantin Cândea absolvierte das Lyzeum „Prinz Ferdinand“ (jetzt Nationales Collegium „Ferdinand I“) Bacău im Jahr 1907 und die Königlich Bayerische Technische Hochschule München (heute Technische Universität München) im Jahr 1911. Später erhielt er den Doktortitel in Chemie.
Kurz nach der 1920 erfolgten Gründung der Polytechnischen Hochschule Timișoara richtete Constantin Cândea das dortige Chemielabor ein. Von 1946 bis 1947 war er Rektor der Hochschule.
Constantin Cândea war ab 1935 korrespondierendes Mitglied und ab 1936 ordentliches Mitglied der Rumänischen Akademie der Wissenschaften.
Er war mit Maria (Antoniade) Cândea (* 2. Oktober 1889 in Galați; † 16. April 1974 in Bukarest), Lehrerin für Französisch, verheiratet, die in Frankreich studiert hatte, wo sie auch den Doktortitel in Philologie erhielt hat und später das Pädagogische Lyzeum „Königin Maria“ in Ploiești gegründet und geführt hat.
Sein Grab befindet sich auf dem größten Friedhof Bukarests, dem Bellu-Friedhof, Feld 4.

## Publikationen
Constantin Cândea hat zahlreiche Arbeiten veröffentlicht, darunter:
- C. Candea, L. I. Sauciuc: Trennung der Metalle der Kupfergruppe. In: Zeitschrift für Analytische Chemie. 96, 1934, S. 276–276, doi:10.1007/BF01359946.
- R. W. Gelbach, C. Candea, L. I. Sauciue, R. W. Hufferd: Zur Trennung der sauren Sulfide von den übrigen Gliedern des Schwefelwasserstoffniederschlags. In: Zeitschrift für Analytische Chemie. 97, 1934, S. 118–118, doi:10.1007/BF01370170.
- B. L. Samuel, S. N. Roy, C. Candea, I. G. Murgulescu, A. M. Wassiljew, W. F. Hillebrand, G. E. F. Lundell, A. Jílek, J. Kota, L. R. Pire: Blei. In: Zeitschrift für Analytische Chemie. 110, 1937, S. 206–208, doi:10.1007/BF01364901.
- L. G. Berditschewski, I. G. Wasserberg u. a.: Qualitative Analyse. In: Zeitschrift für Analytische Chemie. 108, 1937, S. 340–345, doi:10.1007/BF01387129.
- M. N. Dudinski, W. K. Nikiforow u. a.: Brennstoffe, Kraftstoffe. In: Zeitschrift für Analytische Chemie. 118, 1939, S. 208–222, doi:10.1007/BF01547397.
- Constantin Candea, Filofteia Dobrescu: Die Kondensation der Oxybenzaldehyde und Nitrobenzaldehyde mit 2.7-Dinitro-fluoren. In: Berichte der deutschen chemischen Gesellschaft (A and B Series). 75, 1942, S. 2017–2018, doi:10.1002/cber.19420751282.
- Methan im Zusammenhang mit der nationalen Verteidigung[10][11]  in: Bulletin der Rumänischen Akademie der Wissenschaften, Nr. 10, 1942
- C. Candea, I. G. Murgulescu: Die Umsetzung von Methan-Gas mit Zinkchlorid. In: Die Chemie. 56, 1943, S. 247–248, doi:10.1002/ange.19430563503.
- W. R. Fearon, C. Candea u. a.: Organische Stickstoffverbindungen. In: Zeitschrift für Analytische Chemie. 125, 1943, S. 48–57, doi:10.1007/BF01358862.